# Ervenik
Ervenik (srbsky Ервеник, italsky Ervenico) je vesnice a správní středisko stejnojmenné opčiny v Chorvatsku v Šibenicko-kninské župě. Nachází se u břehu řeky Zrmanji, asi 28 km severozápadně od Kninu a asi 61 km severozápadně od Šibeniku. V roce 2011 žilo v Erveniku 287 obyvatel, v celé opčině pak 1 105 obyvatel, přičemž naprostá většina obyvatelstva (97,19 %) je srbské národnosti.
Nejvíce obyvatel (7 331) žilo v Erveniku v roce 1931, od té doby počet obyvatel po většinu let klesal. Nejprudší pokles obyvatel byl zaznamenán mezi lety 1991 a 2001, kdy klesl z 4 115 na 988.
Do teritoriální reorganizace v roce 2010 byl Ervenik součástí opčiny města Knin.
Součástí opčiny je celkem pět trvale obydlených vesnic. Dříve se Ervenik dělil na vesnice Donji Ervenik a Gornji Ervenik.
- Ervenik – 287 obyvatel
- Mokro Polje – 227 obyvatel
- Oton – 164 obyvatel
- Pađene – 175 obyvatel
- Radučić – 252 obyvatel

Opčinou procházejí státní silnice D1 a D59 a župní silnice Ž6053 a Ž6054.